# Каланхоја
Каланхоја је род са око 125 врста тропских цветница у породици жедњака, углавном пореклом са Мадагаскара и тропске Африке. Каланхоја је била једна од првих биљака која је послата у свемир, послата на снабдевање совјетској свемирској станици Саљут 1 1971. године.

## Опис
Већина њих су грмље или вишегодишње зељасте биљке, али неколико је једногодишњих или двогодишњих. Највећа, Kalanchoe beharensis са Мадагаскара, може достићи 6 m (20 ft), али већина врста је мања од 1 m (3,3 ft).
Каланхоје карактеришу отварање цветова узгајањем нових ћелија на унутрашњој површини латица да би расле ка споља и на спољној страни латица да би их затворили. Цветови каланхоје подељени су у 4 дела са 8 прашника. Латице су стопљене у цевчицу, на сличан начин као и неки сродни родови попут рода Cotyledon.
- Kalanchoe luciae
- Kalanchoe delagoensis
- Kalanchoe thyrsiflora
- Kalanchoe marmorata
- Kalanchoe tomentosa
- Kalanchoe beharensis
- Kalanchoe 'Tarantula'

## Таксономија
Род је први пут описао ботаничар Мишел Адансон 1763. године. 
Род Bryophyllum описао је Ричард Солсбери 1806, а род Kitchingia открио је Бејкер 1881. Kitchingia се сада сматра синонимом за каланхоје, док се Bryophyllum третира као засебан род али врло сличан.

### Врсте каланхоја
- Kalanchoe adelae
- Kalanchoe arborescens
- Kalanchoe beauverdii
- Kalanchoe beharensis
- Kalanchoe bentii
- Kalanchoe blossfeldiana
- Kalanchoe bouvetii
- Kalanchoe bracteata
- Kalanchoe brasiliensis
- Kalanchoe ceratophylla
- Kalanchoe crenata
- Kalanchoe crundallii
- Kalanchoe daigremontiana
- Kalanchoe delagoensis
- Kalanchoe dinklagei
- Kalanchoe eriophylla
- Kalanchoe fadeniorum
- Kalanchoe farinacea
- Kalanchoe fedtschenkoi
- Kalanchoe figuereidoi
- Kalanchoe flammea
- Kalanchoe gastonis-bonnieri
- Kalanchoe glaucescens
- Kalanchoe garambiensis
- Kalanchoe gracilipes
- Kalanchoe grandidieri
- Kalanchoe grandiflora
- Kalanchoe hildebrantii
- Kalanchoe humilis
- Kalanchoe jongmansii
- Kalanchoe kewensis
- Kalanchoe laciniata
- kalanchoe laetivirens
- Kalanchoe lateritia
- Kalanchoe laxiflora
- Kalanchoe linearifolia
- Kalanchoe longiflora
- Kalanchoe luciae
- Kalanchoe macrochlamys
- Kalanchoe manginii
- Kalanchoe marmorata
- Kalanchoe marnieriana
- Kalanchoe millottii
- Kalanchoe miniata
- Kalanchoe mortagei
- Kalanchoe nyikae
- Kalanchoe obtusa
- Kalanchoe orgyalis
- Kalanchoe petitiana
- Kalanchoe pinnata (Lam.) Pers.[4]
- Kalanchoe porphyrocalyx
- Kalanchoe prasina
- Kalanchoe pubescens
- Kalanchoe pumila
- Kalanchoe quartiniana
- Kalanchoe rhombopilosa
- Kalanchoe robusta
- Kalanchoe rolandi-bonapartei
- Kalanchoe rosei
- Kalanchoe rotundifolia
- Kalanchoe schizophylla
- Kalanchoe serrata
- Kalanchoe sexangularis
- Kalanchoe streptantha
- Kalanchoe suarezensis
- Kalanchoe synsepala
- Kalanchoe thyrsiflora
- Kalanchoe tomentosa
- Kalanchoe uniflora
- Kalanchoe producta
- Kalanchoe viguieri

## Одржавање
Ове биљке се гаје као украсне собне биљке или вртне биљке. Популарни су због лакоће размножавања, ниских потреба за водом и широког спектра цветних боја које се обично носе у гроздовима знатно изнад филоклада. Врста Bryophyllum  - некада независни род - садржи врсте попут Kalanchoe pinnata. У тим биљкама се нове јединке вегетативно развијају као биљке на удубљењима на маргинама филоклада. Ове младе биљке на крају отпадну и пусте корен. Нису пронађене мушке полне ћелије ниједне врсте овог рода која цвети и производи семе, а обично се назива мајком хиљада: Kalanchoe daigremontiana је тако пример бесполног размножавања.